# Вормс, Альфонс Эрнестович
Альфонс Эрнестович Вормс (1868—1939) — российский и советский учёный-юрист, профессор МГУ, адвокат, экономист и общественный деятель. Большой заслугой А. Э. Вормса в области юридической науки является выделение в самостоятельную дисциплину крестьянского (земельного) права.

## Семья
Альфонс Эрнестович Вормс (нем. Alfons Wilhelm Ernst Worms) родился 19 ноября (1 декабря) 1868 год в селе Троицком Чернского уезда Тульской губернии. Отец — Эрнст Эдуард Вильгельмович Вормс (Ernst Eduard Wilhelm Worms), балтийский немец, выходец из Вирцавы (она же Кронс Вюрцау) Курляндской губернии, агроном по образованию, служил в Троицком управляющим имением. Мать — Берта Александровна Вормс (урождённая Bertha Dorothea Fett) родом из Риги. Альфонс был старшим ребёнком в семье; две его сестры, Берта и Альма, также родились в Троицком.
23 января 1917 г. надворный советник А. Э. Вормс, евангелическо-лютеранского вероисповедания, венчался по православному обряду с Анной Дмитриевной Степановой (1882—1965), православного вероисповедания. У них было четверо детей — Георгий (1914—2006), Ирина (1916—2001), Елена (1917—1994) и Анна (1920—1994). А. Д. Степанова в 1902—1919 гг. была сотрудником Комиссии по организации домашнего чтения при Учебном отделе Общества распространения технических знаний.

## Образование
Первоначальное образование А. Вормс получил дома, затем был отправлен в немецкую гимназию в Ригу. Ещё в гимназические годы А. Вормс увлекся древними языками и через всю жизнь пронёс интерес к классической филологии и истории античности. По окончании гимназии поступил (1887) на юридический факультет Императорского Московского университета, однако, по собственному признанию, больше интересовался вопросами филологии и истории. В студенческие годы сильное влияние на формирование научных интересов А. Вормса оказали лекции В. О. Ключевского, который привлёк его «к занятиям историей русского социального быта, позже приведшим к изучению юридических судеб русского крестьянства за истекшее столетие и к разработке так называемого „крестьянского права“». Очевидно, что интерес к крестьянским судьбам также питался впечатлениями детства и отрочества, проведенных в пореформенной русской деревне. Немалое влияние на формирование будущего ученого оказали лекции П. Н. Милюкова по истории русских финансов.
Окончил Московский университет (1891) с дипломом 1-й степени. В течение трёх лет (1891—1893) служил в Рижском окружном суде, а затем (1893) вернулся в Московский университет для подготовки к экзамену на ученую степень магистра. В годы магистратуры он посещал так называемый «параллельный» семинар профессора П. Г. Виноградова по «Афинской политии» Аристотеля и по средневековому праву (капитулярии Карла Великого) для подготовленных слушателей на историко-филологическом факультете. «Занятиям этим — писал А. Э. Вормс, — я больше всего обязан своей дальнейшей научной подготовкой, давшей мне затем возможность активно участвовать в семинариях при Берлинском университете по истории германского права у проф. Цеймера. Юридический факультет дал мне в этом отношении меньше». В семинаре Виноградова Вормс сблизился с М. О. Гершензоном (впоследствии известным филологом, «веховцем») и В. А. Маклаковым (впоследствии видным деятелем кадетской партии), дружба с которыми продолжалась долгие годы. Маклаков признавал, что без помощи Вормса «никогда не мог бы стать так скоро юристом», а в последующие годы Вормс неоднократно консультировал Маклакова, уже известного адвоката, по сложным делам.
Одновременно с подготовкой к магистерским экзаменам Вормс поступил в адвокатуру, сотрудничал в консультации присяжных поверенных при Московском мировом съезде и вступил в Юридическое общество при Московском университете, возглавлявшееся тогда С. А. Муромцевым (профессором университета, одним из лидеров земского либерального движения, позднее — конституционно-демократической партии, председателем Первой Государственной думы), который оказал сильное влияние как на политические, так и на юридические взгляды А. Э. Вормса. Шесть семестров А. Вормс провёл за границей — в Париже, Риме, но больше всего в Берлинском университете, где занимался римским правом и средневековым германским правом (по Саксонскому зерцалу).

## Встречи и беседы с Л. Н. Толстым
К концу 1890-х годов относится знакомство А. Э. Вормса с Л. Н. Толстым, с которым он неоднократно встречался и беседовал на различные темы в домах общих знакомых, в частности у профессора-географа В. Э. Дена. Толстой обращался к А. Э. Вормсу с просьбами о подборе юридической литературы и поиске только что вышедшей из печати книги Чезаре Ломброзо «Женщина — преступница и проститутка» (Киев, 1898 г.), потребовавшейся ему при работе над романом «Воскресение». Воспоминания А. Э. Вормса о беседе с Л. Н. Толстым о творчестве Вергилия опубликованы в «Яснополянском сборнике» в 2003 г.

## Преподавательская, научная и адвокатская деятельность до 1917 года
Преподавательскую деятельность А. Э. Вормс начал в 1898 г. До 1901 г. читал гражданское право в Константиновском межевом институте, вёл практические занятия по римскому праву на юридическом факультете ИМУ, одновременно преподавал на курсах при Обществе воспитательниц и учительниц. Увлёкшись под влиянием профессора гражданского права Ю. С. Гамбарова общей теорией права А. Э. Вормс в 1901 г. принял предложение читать курсы энциклопедии права и страхового права в Санкт-Петербургском политехническом институте. Здесь в должности доцента он служил до конца 1905/06 а. г. В последний год также читал курс страхового права на экономическом отделении института и преподавал торговое право в Императорском училище правоведения.

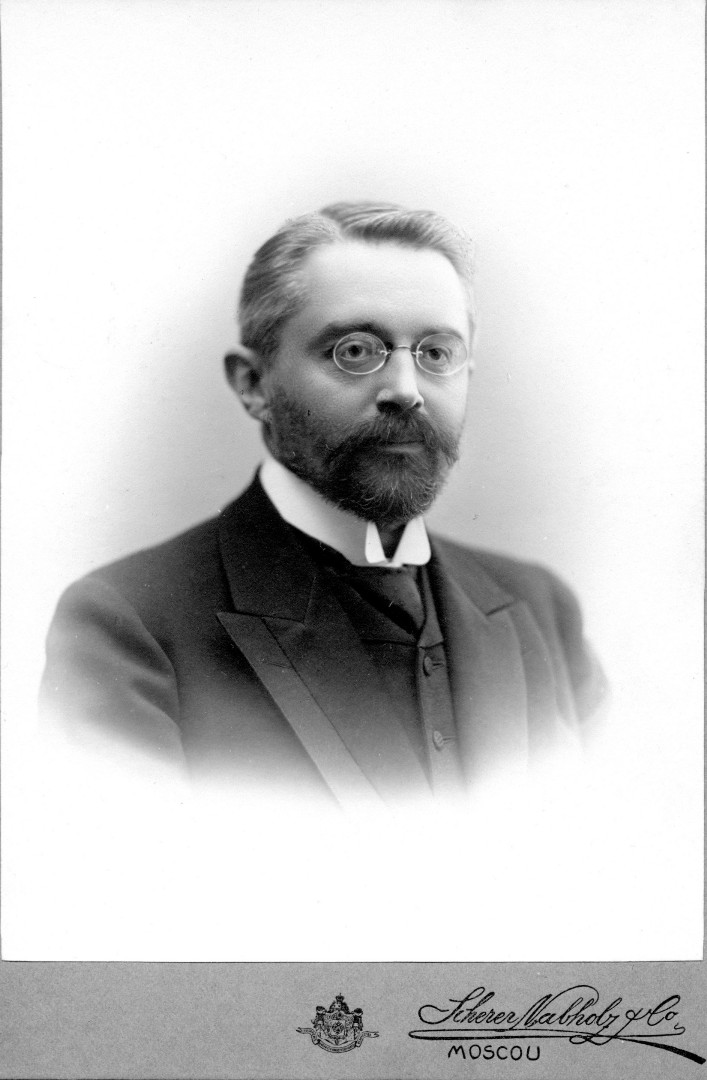
А. Э. Вормс, 1910-е годы.

В сентябре 1906 г. по приглашению Московского университета А. Э. Вормс занял должность приват-доцента юридического факультета и приступил к чтению лекций по системе римского права. Здесь же, следуя педагогической традиции своего учителя П. Г. Виноградова, он стал вести «семинарий для подготовленных» по рецепции римского права русской судебной практикой. Одновременно в 1907 г. он приступил к преподаванию в Московском коммерческом институте, где до 1917 г. поочерёдно вел курсы энциклопедии права, торгового, вексельного и крестьянского права.
В 1911 году он покинул университет в числе большой группы либерально настроенных университетских преподавателей («дело Кассо»). Телеграмма, присланная А. Э. Вормсу вольнослушательницами-юристками, адрес от имени Общества студентов-цивилистов Московского университета, а также другие документы, хранящиеся в музее юридического факультета МГУ, свидетельствуют об искреннем сожалении студентов об его уходе из университета.
После ухода из университета, в 1911—1912 гг., А. Э. Вормс читал курс гражданского и римского права в ярославском Демидовском юридическом лицее, продолжал преподавать в Московском коммерческом институте, читал торговое право и торговый процесс на Высших женских юридических курсах В. А. Полторацкой, крестьянское право в Московском Народном университете им. А. Л. Шанявского. Одновременно А. Э. Вормс вёл обширную адвокатскую практику, в значительной степени ориентированную на крестьянские хозяйственные и земельные споры.
До 1917 г. А. Э. Вормс активно сотрудничал в специальных юридических изданиях, участвовал в издании «Юридической библиографии», журнала «Вопросы права», был (наряду с Б. А. Кистяковским, П. И. Новгородцевым, М. М. Ковалевским, В. Д. Набоковым) одним из ведущих сотрудников «Юридического вестника», работал в «Архиве судебной практики и законодательства», также публиковался в зарубежных журналах. В эти же годы вместе с профессором В. Б. Ельяшевичем работал над фундаментальным трёхтомным практическим комментарием к гражданским законам. В 1913 г. состоял в Комиссии по церковному праву (как представитель от Московского юридического общества). Начиная с 1913 года, многократно выступал в газете «Русские ведомости» со статьями по крестьянскому праву. Кроме того, А.Э. Вормс консультировал Московский Художественный театр по различным юридическим вопросам и совместно с К. С. Станиславским работал над Уставом Кооперативного товарищества МХТ (в части приведения Устава в соответствие с гражданским законодательством).

## Разработка крестьянского права
Своей главной заслугой в области юридической науки А. Э. Вормс считал «выделение в самостоятельную дисциплину крестьянского права» (см. Земельное право), а главной задачей ставил развитие догматического метода, сложившегося на почве разработки римского права, и его применение «к области, догматически почти совсем не разработанной», — к правоотношениям крестьян в Российской империи. До 1917 г. «крестьянское право», то есть изучение гражданско-правовых особенностей крестьянского землевладения, соотношение закона и административной практики, с одной стороны, и обычного права крестьян, с другой, было главным предметом научных занятий А. Э. Вормса. Очевидно, что такой выбор специализации объясняется интересом к истории русского крестьянского быта, который он наблюдал с детства, и который был переосмыслен под влиянием В. О. Ключевского, а также практическим опытом, приобретённым в консультации при мировом съезде, старанием учёного способствовать «эмансипации» сословия крестьян, его постепенному приближению к общегражданским правоотношениям. Своё профессиональное кредо А. Э. Вормс высказал в автобиографической статье, написанной для энциклопедического словаря Гранат: «Основной задачей не только юриста-практика, но и теоретика, Вормс считает возможно более справедливое и целесообразное применение действующего права, его приспособление для этой цели (без его нарушения) и подготовку его дальнейшего развития».

## Общественная и просветительская деятельность
Ещё в 1896 г. А. Э. Вормс начал участвовать в работе над серией брошюр «Вопросы науки, искусства, литературы и жизни» (Изд-во И. Кнебель). В 1901—1902 гг. вместе с профессорами и доцентами Московского университета он выступал с лекциями на воскресных чтениях для рабочих в Историческом музее и на собраниях Общества взаимного вспомоществования рабочих в механическом производстве. Не позднее 1905 г. началось его сотрудничество с редакцией «Библиотеки для самообразования» (издание т-ва И. Д. Сытина), работавшей в тесной связи с Комиссией по организации домашнего чтения при Учебном отделе Общества распространения технических знаний — предтечей заочного образования в России. В 1908—1910 гг. он входил в редколлегию этой серии (состоял членом Комиссии), в 1910 г. был её председателем.
В конце 1900-х — начале 1910-х гг. А. Э. Вормс участвовал в работе ряда благотворительных обществ и учреждений: был членом церковного совета лютерантско-евангелического прихода Святых апостолов Петра и Павла, членом Городского попечительства о бедных в Хитровской части, состоял в Обществе для пособия нуждающимся студентам Императорского Московского университета.
Кроме того, он активно участвовал в работе ряда профессиональных обществ. Так, в Юридическом обществе при Московском университете он последовательно занимал должности библиотекаря, секретаря общества, председателя Комиссии крестьянского и обычного права, с конца 1911 до 1913 был товарищем (заместителем) председателя общества. Также А. Э. Вормс состоял в Обществе страховых знаний, был товарищем председателя Юрисконсультского общества. Кроме того, с 1910 г. он состоял в Итальянском обществе имени Данте Алигьери, а в 1908—1911 гг. был членом Московского отделения Русского технического общества. Американское географическое общество избрало его своим членом за ряд работ по праву некоторых областей Кавказа.

## События 1917 года
В январе 1917 года общественное внимание было привлечено к тому, что приват-доцент А. Э. Вормс, покинувший Московский университет в 1911 году, якобы туда возвращается. Газетные сообщения об этом больно задели других ушедших. Одной из первых стала статья А. А. Кизеветтера в «Русских ведомостях», где указывалось, что «поступок Вормса выходит за рамки индивидуального, так как уход был актом коллективным». А. Э. Вормс ответил в газете, что «слухи эти вызваны недоразумением и, по-видимому, основаны на разговоре, происшедшем между мною и некоторыми профессорами университета несколько дней тому назад. В беседе с университетскими профессорами я, между прочим, сказал: „Очень, конечно, жаль, но я не могу в настоящее время вернуться в университет. Мне очень бы хотелось этого, но сейчас сделать этого я не могу“». Перемены в университетской политике и возвращение туда бывших сотрудников начались только после Февральской революции.
Еще в годы Первой мировой войны А. Э. Вормс начал работать в Московском Военно-промышленном комитете. После Февральской революции он активно включился в политическую деятельность: участвовал в Первом всероссийском торгово-промышленном съезде (19-22 марта 1917 г.). Затем в качестве представителя от Московского ВПК принял участие в Государственном совещании Временного правительства в Москве (12-14 августа 1917 г.). Кроме того, в 1917 г. А. Э. Вормс служил юрисконсультом Московского отделения «Общества электрического освещения 1886 года» (Мосэнерго).

## Возвращение в МГУ и работа в советских учреждениях
Осенью 1917 года А. Э. Вормс вернулся в Московский университет в качестве приват-доцента и возобновил чтение лекций. С 1 октября 1918 по 14 октября 1925 года А. Э. Вормс — штатный профессор кафедры гражданского права и гражданского судопроизводства, затем, профессор кафедры частного права факультета общественных наук. С 1925 по 1928 год — сверхштатный профессор факультета советского права. Читал лекции и вел семинары по системе римского права, по гражданскому праву, международному частному праву, земельному праву, затем читал курс банковского права. Одновременно с этим А. Э. Вормс был действительным членом НИИ теории и истории права при факультете общественных наук МГУ (1922—1926), председателем Бюро научной консультации экономического управления Наркомата внешней торговли, старшим юрисконсультом Банка для внешней торговли СССР, председателем Комиссии по введению червонного денежного обращения, председателем Совещания банковских юристов, консультантом Госбанка СССР по вопросам деятельности иностранных корреспондентов, консультантом Наркомата торговли, Наркомата путей сообщения, вел дела Всесоюзного Текстильного синдиката по вопросам организации акционерных обществ в США, работал в Русско-турецком экспортно-импортном акционерном обществе «Руссотюрк». Кроме того, в 1920-е гг. А. Э. Вормс был постоянным сотрудником журналов «Финансы и экономика», «Вестник государственного страхования», «Советское право», «Кредит и хозяйство», печатался в журнале «Революционная законность»; в 1926—1932 гг. печатал статьи по советскому праву в специализированных немецких изданиях.

Защитники на «Шахтинском процессе» знакомятся с документами обвинения. Слева -А. Э. Вормс. Май 1928 г.

Оценка А. Э. Вормсом советской действительности 1920-х годов видна из письма В. А. Маклакова (письмо Б. А. Бахметеву из Парижа, 27 февраля 1923 г.): «Сегодня я встретил одного знакомого, который приехал из Берлина, где видел небезызвестного Вам Вормса. Он приехал туда с советской миссией как юрисконсульт при переговорах с Круппом. Имел случай видеть некоторых общих знакомых; вообще имеет мужество до известной степени от них не бегать, как в своё время имел мужество написать мне из России. <…> Вормс считает ошибочной эмигрантскую психологию, которая ждет низвержения большевиков извне или даже изнутри. По его мнению, большевиков больше нет. Почти весь старый аппарат служащих, правда, очень поредевший, вернулся на свои места, кое-как устроился и ни за что не пожелает скачка в неизвестное, то есть низвержения этого порядка. В мере возможности эти господа в своей совокупности смягчают большевистские глупости. Но они могут только их смягчать, но командовать большевиками, их главарями, они не могут. Но, добавляет Вормс, в этом процессе дурацкого управления Россией создаются новые богачи, именно богачи, а не новая буржуазия; этим богачам в их собственных интересах необходимо изменение общей большевистской политики; когда они его потребуют, когда они сорганизуются в класс, то они своего достигнут. Только они — реальная сила и реальное будущее, которое одних из теперешних большевистских главарей уничтожит, других дискредитирует, а третьих превратит в своих слуг. Вот над каким процессом, по его мнению, сейчас нужно работать».

## «Шахтинское дело»
В 1926 г. А. Э. Вормс вновь вернулся к адвокатской практике (состоял членом коллегии защитников до 1930 г.). Выступал одним из защитников на процессе по «Шахтинскому делу» (1928 г.), причем оба его подзащитные — немецкие инженеры — были оправданы. Участие в защите «вредителей», приговор которым выносился Специальным присутствием Верховного суда СССР под председательством ректора МГУ А. Я. Вышинского, дало толчок к увольнению А. Э. Вормса из МГУ «в связи с упразднением кафедры», которую он занимал (впрочем, вскоре был упразднен и весь юридический факультет МГУ), и из государственных учреждений «в связи с сокращением занимаемых им должностей».

## Консультант иностранных концессий
После прекращения университетской преподавательской деятельности А. Э. Вормс работал как экономист и консультант в иностранных концессиях — «А. Хаммер» (1927—1930), «Шток и Ко» (1930—1931), АСЕА (1931—1933) и «Лаборатория Лео Дрезден» (1932—1936), а также состоял консультантом консульского отдела посольства Германии.

## Арест и смерть
А. Э. Вормс был арестован 4 ноября 1936 г. В мае 1937 г. Военным трибуналом МВО приговорен к трем годам лишения свободы за использование в своих трудах экономических сведений якобы секретного характера. Отбывал заключение в Ново-Мариинском лагерном пункте Новосибирской (ныне Кемеровской) области. Постановлением особой тройки УНКВД Новосибирской области от 2 октября 1938 г. А. Э. Вормс был привлечен к следствию по вновь возбужденному делу, в связи с чем был этапирован в Москву. По прибытии в Москву помещен в больницу Бутырской тюрьмы, где скончался 23 марта 1939 г. (согласно справке НКВД). Место погребения неизвестно.
А. Э. Вормс разделил судьбу многих российских либеральных интеллигентов и множества российских немцев. Репрессии обрушились и на семью А. Э. Вормса: сын Георгий получил в начале 1942 г. 10 лет ИТЛ, сестра Берта Эрнестовна, жена Анна Дмитриевна, дочери Ирина и Елена в конце 1942 г. подверглись депортации из Москвы в Среднюю Азию. Полная реабилитация А. Э. Вормса состоялась в 1990 г.

## Личная библиотека, хранящаяся в ОРКиР НБ МГУ
За свою жизнь А. Э. Вормс собрал огромную, исчерпывающей полноты (около 12 тыс. томов) библиотеку по гражданскому праву и смежным дисциплинам. Свободно владея немецким, французским, английским, итальянским, шведским и датским языками, он выписывал книги из многих европейских стран и США. В связи с тем, что в 1942 г. в МГУ был восстановлен юридический факультет, книжное собрание А. Э. Вормса было в начале 1943 г. приобретено у дочери А. Э. Вормса Анны Альфонсовны Матвеевой (Вормс) Научной библиотекой МГУ, где и поныне хранится как «личная библиотека Вормса» в Отделе редких книг и рукописей.

## Основные труды
- Материалы для конструкции права на усадебные участки при общинном владении у крестьян-собственников. Известия Санкт-Петербургского политехнического института, 1903.
- Выдел из общины по действующему праву. «Вестник права», 1906, декабрь.
- Зачет пенсий и страховых сумм при исчислении вознаграждения за телесные повреждения. Известия Санкт-Петербургского политехнического института, том XII, 1909, c. 1-68.
- Реформа крестьянского землевладения и гражданское право // «Вопросы права», 1910, № 1.
- Памятники истории крестьян XIV—XIX вв. Ред. А. Э. Вормс и др., М., 1910. 260 с. (Памятники рус. истории, изд. под ред. В. О. Ключевского).
- Социальная политика Наполеона. В сб. Книга для чтения по истории Нового времени, том III, Историческая комиссия Учебного отдела ОРТЗ, изд. т-ва И. Д. Сытина и «Сотрудника школ» А. К. Залесской, М., 1910.
- Реформа крестьянского землевладения и гражданское право. «Вопросы права», кн. I, 1910, с. 79-146.
- Положения 19 февраля. Юбилейный сборник «Великая реформа», т. VI, 1911.
- Применение обычая к наследованию в личной собственности на надельные земли. «Юридические записки» изд. Демидовским Юридическим Лицеем, Ярославль, 1912, № 1/2.
- Влияние выдачи векселя на основную сделку. «Вестник права», 1912, № 25.
- Болонский университет и римское право в Средние века. В сб.: Книга для чтения по истории Средних веков, ред. П. Виноградов, издание четвертое, т. II, стр 738—762, изд. И. Д. Сытина, 1912.
- Закон и обычай в наследовании у крестьян. «Юридический Вестник», № 2, 1913.
- Законы гражданские. Практический и теоретический комментарий. Под ред. А. Э. Вормса, Б. В. Ельяшевича. Вып. 1—3. М., Изд-во З. М. Зильберберга, 1913—1914.
- Консультация присяжных поверенных А. Э. Вормса, И. А. Кистяковского, проф. И. А. Покровского и присяжного поверенного В. П. Преображенского. М.,1914
- Вормс, А. Э., Данилова, Е. Н. Источники торгового права за исключением морского права. 2-е изд. М., Кн. маг. «Высшая школа», 1918.
- Защита промышленных и авторских прав в международном праве после войны. Международные проблемы. Статьи о политике и экономике современной Европы. М., «Берег», 1922, с. 122—130.
- Национальность юридических лиц в международных договорах, заключенных Р. С. Ф. С. Р. Материалы НКЮ. Выпуск XV, М. 1922.
- Вормс А. Э., Вавин Н. Г. Товарищества простое, полное и на вере. «Право и жизнь», 1924. 129 с.
- Вормс А. Э., Минц С. В. Законы о частной промышленности. Тип. т-ва «Худож. печатня», М. 1924
- Реформа вексельного права. Финансовое изд-во ПКФ СССР, М. 1926.
- Чек в законодательстве СССР. «Кредит и хозяйство», 1927, № 3-4.
- Третейские суды по торговым и другим гражданским делам в советско-германском торговом договоре. «Советское право» № 3-4, 1927.
- Залог векселя. «Кредит и хозяйство», 1927. № 6. с. 85-88.
- Беседа с Л. Н. Толстым о Вергилии. «Яснополянский сборник 2002» (публикация и биогр. справка И. В. Егорова и Н. И. Шлёнской), Тула, Изд. дом «Ясная Поляна», 2003, с. 228—235.
- Worms, A. E. Die Regulierung des Binnenhandels in der Union d.S.S.R. Ostrecht, Feb. 1926.
- Worms, A. E. Die ausländischen Industriekonzessionen in der Sowjetunion. Wochenbericht № 15-16. 1929.
- Worms, A. E. Zum interterritorialen Privatrechte der UdSSR. Zeitschrift fũr Ostrecht, Carl Heymanns Verlag, Berlin, 1932.

## Биографические источники
- Вормс, Альфонс Эрнестович  // Новый энциклопедический словарь: В 48 томах (вышло 29 томов). — СПб., Петроград, 1911—1916.
- Муромцев, С. А. Московское Юридическое общество за первое двадцатипятилетие (1863—1888) его существования [с дополнениями по 1899 г.]. В сб. Муромцев, С. А. Статьи и речи. Вып. 2. М., 1910. С.56.
- «Русские ведомости» за январь-февраль 1911 г.
- Вормс, А. Э. Автобиография. «Русские ведомости 1863—1913», Сборник статей. Тип. «Русских ведомостей», М., 1913. с. 42—43.
- Вормс, Альфонс Эрнестович. Новый энциклопедический словарь в 29 т. под ред. К. К. Арсеньева. СПб. Изд. общ. Ф. А. Брокгауз и А. Ефрон, 1911—1916, том 11., с. 635.
- Вормс, Альфонс Эрнестович. Энциклопедический словарь русского библиографического института Гранат. Б.м. и г. 13-е изд. Т. 11.
- Покровский, С. П. Демидовский лицей в его прошлом и настоящем. Ярославль, Тип. Губ. правл., 1914, с. 246.
- Художественный театр. Творческие понедельники и др. документы (1916–1919).  http://library.mxat.ru/books/reader/10
- Вормс, Альфонс Эрнестович. БСЭ, 1929, том 13, с. 130.
- Книппер О.Л. - Чехова М.П. Переписка. Том 1. 1899 - 1927 гг. М., НЛО, 2017.
- Маклаков В. А. Из воспоминаний. Издательство имени Чехова, Нью-Йорк, 1954, с. 205—206
- «Наша любовь нужна России…» Переписка Е. Н. Трубецкого и М. К. Морозовой (Составление, публикация и комментарии Александра Носова). «Новый мир», 1993, № 9-10.
- Романов, Ю. В. Наука и власть: Наследие Л. А. Кассо. Труды научной конференции студентов и аспирантов «Ломоносов-99». История. М., 1999. с. 76-80.
- «Совершенно лично и доверительно!»: Б. А. Бахметев — В. А. Маклаков. Переписка. 1919—1951 гг. В 3-х тт. М., 2001—2002.
- Томсинов В. А. ВОРМС Альфонс Эрнестович // А. Ю. Андреев, Д. А. Цыганков Императорский Московский университет: 1755—1917 : энциклопедический словарь. — М.: Российская политическая энциклопедия (РОССПЭН), 2010. — С. 135—137. — ISBN 978-5-8243-1429-8.
- Шлёнская, Н. И. Рабочая юридическая библиотека профессора Московского университета А. Э. Вормса. В сб. «Книга в России», ред. В. П. Леонов, М., «Наука», 2006, с. 279—289.
- ОРКиР НБ МГУ. Фонд Чупровых. Картон 25. Ед. хр.6. Оп. 1. Письма А. Э. Вормса к А. А. Чупрову.
- ОПИ ГИМ, фонд 31, ед. 14, лл. 1-105. Письма А. Э. Вормса к В. А. Маклакову.